# Coquimbo (região)
| IV Región de Coquimbo                                      |                                                 |
|                                                            |                                                 |
| Brasão                                                     | Bandeira                                        |
| Localização no Chile                                       |                                                 |
| Localização da Coquimbo (região)                           |                                                 |
| Dados                                                      |                                                 |
| Capital • População • Coordenadas                          | La Serena 147.815 (2002) 29°54′28″S, 71°15′15″O |
| Intendente • Províncias                                    | Ricardo Cifuentes Elqui Limarí Choapa           |
| Superfície • Total • % nacional • % agua Fronteiras Costas | 7º posição 40.579,9 km² n/d                     |
| População • Total • Densidade                              | 8º posição 677.300 (est. 2006) 16,69 hab./km²   |
| PIB (PPC) • Total • PIB per capita                         | US$ 4.156 milhões (2,44%) US$ 6.136             |
| Congressistas • Senado • Câmara dos Dep.                   | 2 senadores 6 deputados                         |
| Códigos telefônicos                                        | +56-51, +56-53                                  |
| Código ISO                                                 | CL-CO                                           |
| Governo Regional de Coquimbo                               |                                                 |

Coquimbo é uma das 16 regiões do Chile. Sua capital é a cidade de La Serena.
A Região de Coquimbo é banhada a oeste pelo Oceano Pacífico e faz divisa a leste com a  Argentina, ao norte com a região de Atacama e ao sul com a região de Valparaíso.

## Divisão político-administrativa da Região de Coquimbo
A Região de Coquimbo, para efeitos de governo e administração interior, se divide em 3 províncias:
| Provícia | Área em km² | População | Capital  |
| -------- | ----------- | --------- | -------- |
| Elqui    | 15 290,3    | 365 371   | Coquimbo |
| Limarí   | 14 276,9    | 156 158   | Ovalle   |
| Choapa   | 10 079,8    | 81 681    | Illapel  |

Para fins de administração local, as províncias estão divididas em 15 comunas.
|           |          |                 |
| Província | Capital  | Comuna          |
| Choapa    | Illapel  | 1 Canela        |
|           |          | 2 Illapel       |
|           |          | 3 Los Vilos     |
|           |          | 4 Salamanca     |
| Elqui     | Coquimbo | 5 Andacollo     |
|           |          | 6 Coquimbo      |
|           |          | 7 La Higuera    |
|           |          | 8 La Serena     |
|           |          | 9 Paiguano      |
|           |          | 10 Vicuña       |
| Limarí    | Ovalle   | 11 Combarbalá   |
|           |          | 12 Monte Patria |
|           |          | 13 Ovalle       |
|           |          | 14 Punitaqui    |
|           |          | 15 Río Hurtado  |